# La Castellana (Caracas)
Pour les articles homonymes, voir La Castellana et Castellana.
La Castellana est un quartier résidentiel, financier et touristique, situé dans la municipalité de Chacao au nord-est de Caracas, capitale du Venezuela.

## Description
La Castellana est un quartier des classes moyenne et haute, il abrite le centre commercial San Ignacio, gagneur du Prix Mies van der Rohe à l'architecture contemporaine latino-américaine et célèbre lieu de la vie nocturne et sociale de Caracas, avec une forte concentration de discothèques chics, pubs et boutiques. Le quartier La Castellana est aussi fameux grâce à ses bons restaurants de diverses spécialités gastronomiques et ses hôtels de luxe.

## Intérêt
Ce quartier abrite les ambassades de l'Allemagne, l'Espagne, Le Royaume-Uni, l'Équateur, le Brésil, la Suisse, le Honduras et le Japon